# Zech auf Neuhofen

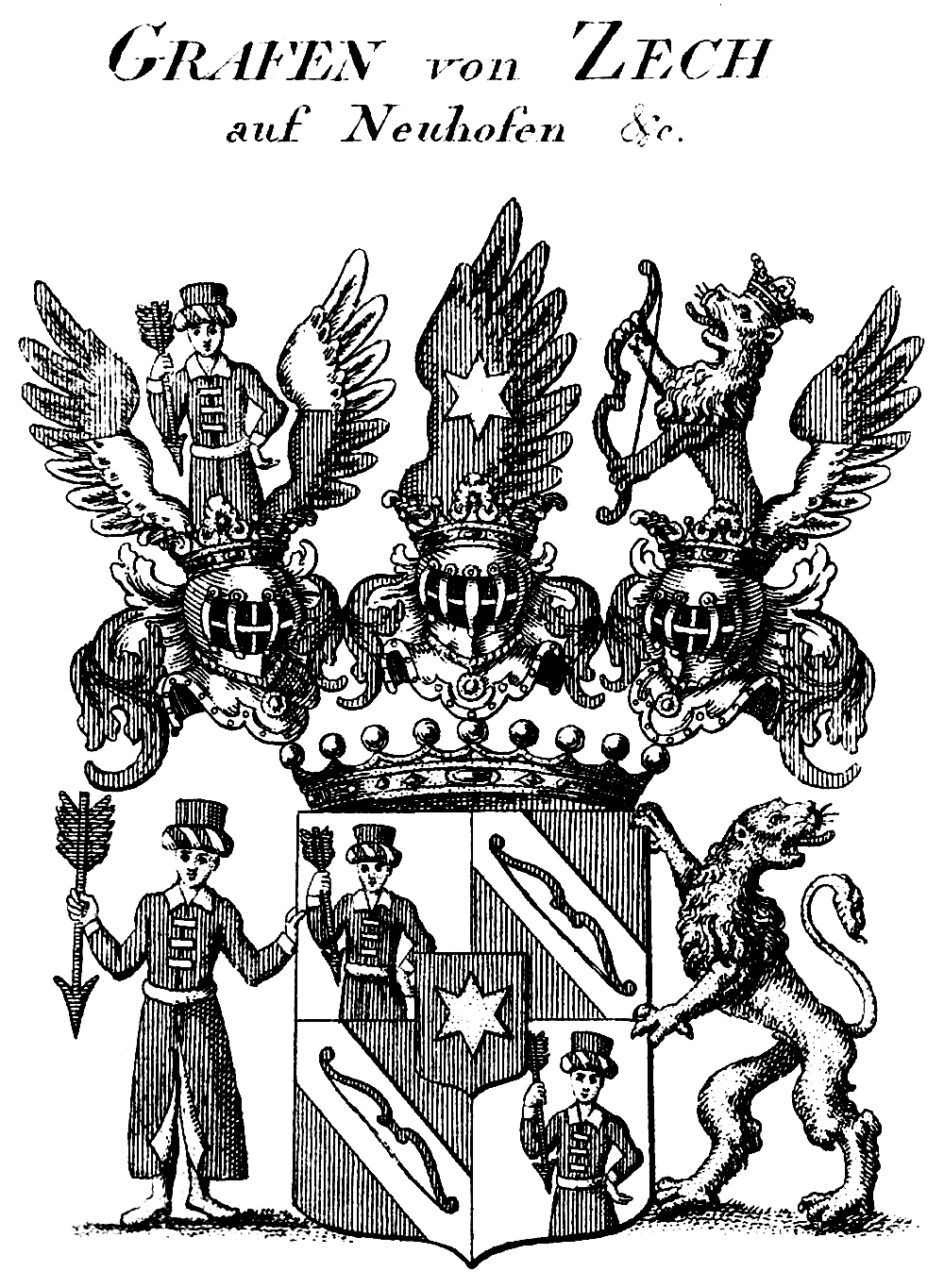
Wappen der Grafen von Zech auf Neuhofen

Zech, auch Zech auf Neuhofen oder Zech von Lobming auf Neuhofen, ist ein aus Schwaben stammendes Adelsgeschlecht (Freiherren und Grafen).

## Geschichte
Die Stammreihe des Geschlechts beginnt mit Paul Zäch, der urkundlich von 1638 bis 1646 als Bürger zu Rain (Lech) erwähnt wird. Seine Nachkommen übersiedelten um die Mitte des 17. Jahrhunderts nach München. Sie übernahmen dort wichtige Ämter am Hof und in der Stadtverwaltung und wurden Teil des Münchner Patriziats.
Der kaiserlich und kurfürstlich bayerische Hofrat Georg Albrecht Zech wurde am 10. September 1745 von Kurfürst Maximilian III. Joseph von Bayern in den Reichsfreiherrenstand erhoben, sein Bruder, der Stadtsyndikus Caspar Anton Zech, am selben Tag in den Reichsritterstand mit der Bezeichnung „Edler von ...“. Georg Albrech Freiherr von Zech wurde am 27. September 1773 in den Reichsgrafenstand erhoben unter gleichzeitiger Wappenvereinigung mit den ausgestorbenen steiermärkischen Zech von Lobming.
Der Name Neuhofen stammt von der Hofmark Neuhofen im heutigen Münchner Stadtbezirk Sendling.

## Wappen
Das Wappen ist geviert; im 1. und 4. Feld ein einwärts wachsender Türke in roter Kleidung mit silbernem Gürtel, Schnüren und Aufschlägen und rot-silbernem Turban, in der Rechten bzw. Linken einen abwärtsgekehrten Pfeil mit Schaft haltend. Im 2. und 3. Feld in Rot ein silberner Schrägrechtsbalken, belegt mit einem roten Bogen. Ab 1745 mit Freiherrenkrone mit zwei Helmen mit rot-silbernen Decken bekrönt, auf dem rechten der Türke zwischen offenem, von Rot und Silber übereck geteiltem Fluge, auf dem linken ein wachsender, von Silber über Rot geteilter Löwe, den Bogen zwischen den Pranken haltend zwischen geschlossenem, von Rot und Silber geteilten Fluge.  –  Das gräfliche Wappen vom Jahr 1773 hatte zusätzlich einen roten Herzschild, darin ein goldener Stern (Wappen der Zech von Lobming), sowie in der Mitte einen dritten Helm, darauf ein mit dem Stern belegter roter Adlerflügel.
Ob eine Stammesverwandtschaft zu den Zech von Lobming besteht, ist ungewiss. Diese stammten aus der Steiermark, wo sie schon vor 1550 die Herrschaft Lobming besaßen. Im Folgenden wurden sie auch in Bayern sesshaft. Zumindest wurde durch die Hinzunahme des Zech von Lobming'schen Wappens im Jahr 1773 eine Wappenverwandtschaft begründet bzw. Verwandtschaft beansprucht, denn deren Stammwappen ist ein goldener Stern in Rot, der sich in der Helmzier, einem roten Flug, wiederholt.

## Persönlichkeiten
- Caspar Anton von Zech (1717–1776), Stadtsyndikus von München[4][5]
- Felix Caspar Graf von Zech auf Neuhofen (1745/46–1814), bayerischer Archivar und Geheimer Rat[6][7]
- Franz Graf von Zech auf Neuhofen (1860–1934), bayerischer Generalleutnant
- Johann Christoph Anton Zech (1673–1740), Stadtunterrichter (München), Stadtsyndikus (München)[8]
- Joseph (Georg) Albrecht Graf von Zech auf Neuhofen (1707–1793), bayerischer Archivar und Geheimer Rat[9][10]
- Julius Graf von Zech auf Neuhofen (1868–1914), bayerischer Offizier, Kolonialbeamter, Gouverneur von Togo
- Maximilian Graf von Zech auf Neuhofen (1863–1924), bayerischer Offizier